# ICivil
iCivil est un système CRVS expérimenté au Burkina Faso depuis août 2015,. Il permet successivement la déclaration, l'enregistrement, et l'émission d'actes d'état civil (naissances, mariage, divorce, décès).

## Technologie
Le système utilise des bracelets intégrant un code à bulles pour protéger l'identifiant numérique unique attribué à la naissance et des SMS cryptés pour transmettre les informations à un registre d'état civil.

## Applications
iCivil, pourrait permettre de résoudre le problème planétaire des enfants non identifiés à la naissance, appelés enfants fantômes. Selon l'UNICEF, il y aurait 230 millions d'enfants de moins de cinq ans non enregistrés,. Le système, qui a été testé initialement dans une vingtaine de maternités, en concurrence avec un autre application développée par l'État burkinabè, est déployé en 2021 dans 98 centres de santé de 16 communes réparties dans neuf régions.